# Catocala mariana
Catocala mariana ist ein Schmetterling (Nachtfalter) aus der Familie der Eulenfalter (Noctuidae).

## Merkmale

### Falter
Die Flügelspannweite der Falter beträgt 40 bis 44 Millimeter. Die Vorderflügeloberseite zeigt verschiedene Brauntöne, die in der Regel leicht grau überstäubt sind. Die äußere Querlinie ist schwarzbraun und mündet mit einer sehr kleinen Spitze in den Innenrand. Die Hinterflügeloberseite hat eine gelbe Farbe, ein breites, schwarzbraunes Außenband sowie ein gleichfarbiges, schmaleres, leicht gebogenes Mittelband, das am Ende leicht abknickt.

### Ähnliche Arten
Die ähnliche Art Catocala eutychea unterscheidet sich von Catocala mariana durch die wesentlich stärker gezackte äußere Querlinie auf der Vorderflügeloberseite. Zwischen beiden Arten gibt es keine geographische Überlappung.

## Verbreitung und Lebensraum
Catocala mariana kommt endemisch auf der Iberischen Halbinsel vor. Die Art besiedelt in erster Linie Eichenwälder (Quercus).

## Lebensweise
Die Falter sind hauptsächlich im Mai und Juni anzutreffen. Sie besuchen künstliche Lichtquellen und Köder. Es wird angenommen, dass die Raupen auf der Kermes-Eiche (Quercus coccifera) leben. Weitere Details zur Lebensweise liegen momentan nicht vor.